# リー＝ロイ・アタリフォ
リー＝ロイ・エリキ・アタリフォ（Lee-Roy Eliki Atalifo、1988年5月10日 - ）は、ユナイテッド・ラグビー・チャンピオンシップエディンバラ・ラグビーに所属するラグビー選手。

## プロフィール
- フィジー・ロツマ島出身。
- ポジションはプロップ(PR)。
- 身長 180cm、体重 134kg
- フィジー代表キャップは13（2020年7月現在）でラグビーワールドカップ2015のフィジー代表に選ばれた[1]。

## 略歴
ラグビー・ロヴィーゴ・デルタ、カンタベリーを経て、2017年、ジャージー・レッズに加入。
2020年、エディンバラに加入。